# Grootkeuken
Een grootkeuken of collectiviteitskeuken onderscheidt zich van een restaurantkeuken door het grote aantal (dezelfde) maaltijden dat er tegelijkertijd bereid worden.
Er worden ook andere kooktoestellen gebruikt die grotere hoeveelheden kunnen bereiden. Zo is de laatste jaren de combi-steamer een toestel dat zijn opmars maakt in de grootkeuken. Dit toestel heeft de mogelijkheid om voor grote hoeveelheden zowel te kunnen stomen als bakken. Bovendien kan het werken zonder zouten en vetstoffen toe te voegen zodat het ook voor gezonde maaltijden goed kan worden ingezet.
De grootkeuken bestaat meestal in grote bedrijven, scholengemeenschappen en ziekenhuizen. In België worden deze keukens dikwijls uitgebaat door cateraars, hoewel er nog veel instellingen zijn die zelf hun uitbating doen.
Ook op luchthavens vindt men grootkeukens, waar het eten wordt bereid voor vliegtuigpassagiers. Dit eten wordt nadat het is klaargemaakt in speciale wagens in het vliegtuig geladen, waarna het tijdens de vlucht door de steward/stewardess bij de passagiers wordt geserveerd. 